# Philip Anschutz
Pour les articles homonymes, voir Anschutz.
Philip Frederick Anschutz, né le 28 décembre 1939 à Russell (Kansas), est un homme d'affaires américain et président directeur général d'Anschutz Entertainement Group.
Avec une fortune estimée à 11,5 milliards de dollars par le magazine Forbes, il se classe à la 41e place des personnalités les plus riches des États-Unis.

## Biographie

### Origines
Philip Anschutz est né à Russell, au Kansas, le 28 décembre 1939. C’est le fils de Marian (née Pfister) et Frederick Benjamin Anschutz. Il a une sœur aînée, Sue Anschutz-Rodgers, qui est éleveuse et philanthrope au Colorado. Son père est un magnat du pétrole et propriétaire foncier qui a d'abord investi dans des ranches au Colorado, en Utah et au Wyoming, pour se lancer par la suite dans le forage pétrolier.

### Carrière

#### Investissements fonciers
En 1970, Philip Anschutz achète les 250 000 acres (1 012 km2) de Baughman Farms, l'une des plus grandes sociétés agricoles du pays, au Kansas, pour 10 millions de dollars. L'année suivante, il acquiert 9 000 000 acres (36 422 km2) le long de la frontière Utah-Wyoming. Au début des années 1980, le ranch Anschutz, avec sa poche de pétrole d'un milliard de barils (160 000 000 m³), devient la plus grande découverte de champs pétroliers aux États-Unis depuis Prudhoe Bay en Alaska en 1968. En 1982, Anschutz vend une participation dans cette société à Mobil Oil pour 500 millions de dollars.
Pendant plusieurs années, Philip Anschutz est le seul milliardaire du Colorado. Avec l'acquisition de terres dans d'autres États occidentaux, il devient l'un des 100 plus grands propriétaires fonciers des États-Unis.
Philip Anschutz oriente par la suite sa fortune vers l’investissement en chemins de fer et les télécommunications avant de se lancer dans l'industrie du divertissement.

#### Entreprises ferroviaires et pétrolières
En 1984, Philip Anschutz se lance dans l’industrie ferroviaire en achetant la société de portefeuille de Rio Grande Railroad, Rio Grande Industries. En 1988, le chemin de fer Rio Grande achète le Southern Pacific Railroad sous sa direction. Il devient administrateur de Southern Pacific de juin 1988 à septembre 1996 et président non exécutif du conseil de Southern Pacific de 1993 à septembre 1996. À la suite de la fusion de Southern Pacific avec Union Pacific Corporation en septembre 1996, Philip Anschutz devient vice-président du conseil d'Union Pacific.
Il est également administrateur de Forest Oil Corporation à compter de 1995. En novembre 1993, Philip Anschutz devient administrateur et président du conseil d'administration de Qwest, puis démissionne de son poste de coprésident non exécutif en 2002 tout en demeurant membre du conseil. Il est également administrateur de Pacific Energy Partners et siège aux conseils d'administration de l'American Petroleum Institute, à Washington, D.C., et du National Petroleum Council.

#### Divertissement
L’entité Anschutz Entertainment Group voit le jour en 1994, sous l’impulsion de Philip Anschutz afin de superviser les équipes sportives et les sites que la société possède et gère, notamment le Staples Center, le Forum et le Kodak Theatre. Durant les années suivantes, AEG investit dans des grands projets sportifs à Los Angeles, où l’entreprise a ses locaux mais aussi à l’international avec notamment l'O2 Arena à Londres (Royaume-Uni), dont la construction débute en 2003, la Mercedes-Benz Arena (Allemagne), la Barclaycard Arena à Hambourg (Allemagne), et à Paris (France) l’AccorHotels Arena en 2013.
Le 24 juin 2008, Philip Anschutz achète Xanterra Parks and Resorts, qui avait acheté le Grand Canyon Railway en 2007.
AEG Presents, la division Live Entertainment de la société AEG, est l'un des plus grands diffuseurs d'événements musicaux et de divertissement en direct au monde. Le festival californien Coachella fait partie des 25 festivals que la société de Philip Anschutz produit. AEG possède et exploite aussi 90 salles de spectacles et de divertissement à travers le monde.

#### Autres activités
Philip Anschutz est propriétaire de plusieurs autres entreprises commerciales, dont Forest Oil, Pacific Energy Group, Union Pacific Railroad et Regal Entertainment Group, la plus grande chaîne de cinémas au monde, avec environ 7 000 écrans. Philip Anschutz possède plus de la moitié de l'entreprise, ainsi que plusieurs journaux et groupes de médias.
Philip Anschutz a investi, par exemple, dans le Clarity Media Group, un groupe d'édition basé à Denver qui comprend des journaux tels que The Oklahoman, le plus grand journal de l'Oklahoma, The San Francisco Examiner ou encore le Washington Examiner, un tabloïd. Il possède aussi le journal The Baltimore Examiner, lancé en avril 2006 et fermé au début de 2009 mais aussi le conservateur Weekly Standard (acheté en 2009) et The Gazette, deuxième journal en importance du Colorado, avec un tirage quotidien de 74 172 exemplaires (acheté le 30 novembre 2012).
Philip Anschutz investit à la fois dans le Oil & Gas Asset Clearinghouse, une société de vente aux enchères conçue pour le secteur pétrolier et gazier, et dans la NRC Broadcasting, qui possède une série de stations de radio au Colorado. The Anschutz Investment Company acquiert également LightEdge Solutions en février 2008.
Le 15 septembre 2011, Philip Anschutz acquiert tous les actifs de la Oklahoma Publishing Company (OPUBCO) des familles Gaylord et Dickinson. Anschutz exploite OPUBCO séparément de ses autres actifs d'édition et de médias en tant que société indépendante. Il investit également dans Power Company of Wyoming LLC, formée en 2007 dans le but de construire le complexe éolien Chokecherry et Sierra Madre à Carbon County, comprenant jusqu'à 1 000 éoliennes d'une capacité pouvant atteindre 3 000 mégawatts.
De la même manière, Anschutz entreprend la diversification de ses activités pétrolières en passant à l’exploitation des combustibles fossiles à l’énergie renouvelable via l’ouverture d’un parc éolien estimé à 8 milliards de dollars. Ce projet, intégré au projet énergétique Chokecherry and Sierra Madre, prévoit 1 000 éoliennes supplémentaires et  coûte plus de 3 milliards de dollars supplémentaires pour construire une ligne de transport à courant continu pour acheminer cette électricité (assez pour 1,8 million de foyers) vers le réseau californien.
Philip Anschutz s’est aussi investi durablement au niveau local, dans son Etat du Colorado. Il a ainsi donné plus de cent millions de dollars pour créer le campus médical Anschutz, à l'Université du Colorado.
Philip Anschutz est ainsi propriétaire ou actionnaire majeur dans plus d'une centaine de sociétés dont :
- Anschutz Entertainment Group (AEG), qui a des parts plusieurs franchises sportives américaines dont deux de soccer, Los Angeles Galaxy et Houston Dynamo, une équipe de hockey, les Kings de Los Angeles, une de NBA Los Angeles Lakers mais aussi dans des équipes étrangères comme l'équipe de football suédoise Hammarby IF ou les équipes de hockey allemandes Hamburg Freezers et Eisbären Berlin. Cette société possède aussi des théâtres ou arènes sportives dont en Grande-Bretagne, la Manchester Evening News Arena, la London Arena, et le Dôme du millénaire qui est en train d'être redéveloppé en une arène polyvalente et relancée sous le nom The O2.
- Plusieurs journaux de presse gratuit : le San Francisco Examiner (acheté en 2004), le Washington Examiner, qui est décliné en plusieurs versions quotidiennes gratuite locales dans la région de Washington, D.C. et le Baltimore Examiner qui a été lancé en avril 2006 (Anschutz a déposé la marque « Examiner » dans plus de soixante villes).
- 17 % de Qwest Communications,
- 6 % d'Union Pacific Railroad (Anschutz est le premier actionnaire de cette compagnie)
- Plus de 50 % de Regal Entertainment Group, la plus grande chaîne de salles de cinémas avec environ 6 000 écrans, constitué par le rachat de chaines en faillite.

## Engagement politique et religieux
Anschutz a financé et distribué des films grand public avec des thématiques chrétiennes tels que Amazing Grace et Le Monde de Narnia : Le Lion, la Sorcière blanche et l'Armoire magique. En 2009, Anschutz est devenu propriétaire du magazine conservateur américain The Weekly Standard, qui appartenait auparavant à la News Corporation de Rupert Murdoch. En 2010, il finance le film pro-charter school Waiting for Superman. En 2012, il finance le film De leurs propres ailes.
Anschutz a financé plusieurs groupes conservateurs ouvertement anti-LGBT et pro-vie, telles que l'Alliance Defending Freedom, la National Christian Foundation ou le Family Research Council. Il a répondu aux critiques en disant « Ni moi, ni la Fondation ne finançons des organismes dans le but de financer des initiatives anti-LGBTQ et quand on a attiré mon attention ou celle de la Fondation Anschutz sur le fait que certains organismes que la Fondation ou moi-même avons financés soutiennent ces causes, nous avons immédiatement cessé tout soutien à ces groupes ».
Il donne plus de 400 000 dollars pour soutenir la campagne électorale de Donald Trump en 2020.